# La Ferté-Imbault
La Ferté-Imbault é uma comuna francesa na região administrativa do Centro, no departamento Loir-et-Cher. Estende-se por uma área de 49,86 km². Em 2010 a comuna tinha 1 001 habitantes (densidade: 20,1 hab./km²).